# Андрей Всеволодович Шутиха Мезецкий
Андрей Всеволодович Шутиха Мезецкий (ум. ок. 1443) — первый достоверно известный князь Мезецкого княжества, упоминается в 1422/24 году, происходящий из тарусских князей. Он вместе с братом Дмитрием был послан Витовтом против татар на защиту Одоева.

## Происхождение
По родословным считается сыном князя Всеволода Юрьевича Орехвы, хотя тот должен был жить в 1-й половине XIV века. Обычно данное несоответствие решают, добавляя несколько колен между Всеволодом Орехвой и Андреем Шутихой, или считая родоначальника тарусских Юрия князем 1-й половины XIV века, отцом убитого в 1368 году Константина Оболенского и дедом упоминаемого в летописях под 1401/1402 гг Дмитрия Семёновича.
На основании того, что Мещовск был получен Всеволодовичами только от Витовта, Войтович Л. В. полагает, что Андрей был младшим братом Дмитрия, а тот был тарусским. Однако Беспалов Р. А. на основании первоисточников о местоположении Устья и династической идентификации князей Мезецких отождествил Всеволода Орехву с  Всеволодом Устивским, традиционно считающимся сыном Семёна Михайловича глуховского, и определил их первоначальные (до получения Мещовска) уделы как Гдырев и Устье.

## Семья и дети
Согласно записи в Любечском синодике (поз.90), жену звали Евпраксия.
Дети:
- Евдокия (Авдотья), муж — кн. Иван Семёнович Большой Баба Друцкий
- Марфа
- Аксинья, муж — кн. Фёдор Одинцевич
- Фёдор, князь Мезецкий — родоначальник старшей ветви князей Мезецких. Во второй половине XV века от неё отделились угасшие ветви князей Кокубякиных-Власовых и Говдыревских. В думе представители данной ветви выше чина стольника не поднимались. Данная ветвь угасла в 1-й половине XVII в.
- Роман, князь Мезецкий — родоначальник младшей ветви князей Мезецких.
- Иван, князь Мезецкий
- Василий (слепой от рождения)
- Александр, князь Борятинский — родоначальник князей Барятинских.